# Đurđevića Tara
Đurđevića Tara (en serbe cyrillique : Ђурђевића Тара) est un village du nord du Monténégro, dans la municipalité de Pljevlja.

## Démographie

### Évolution historique de la population
| 1948 | 1953 | 1961 | 1971 | 1981 | 1991 | 2003 |
| ---- | ---- | ---- | ---- | ---- | ---- | ---- |
| 374  | 382  | 384  | 317  | 261  | 188  | 178  |